# El Verde, Zacatecas
El Verde är en ort i Mexiko.   Den ligger i kommunen Villa Hidalgo och delstaten Zacatecas, i den centrala delen av landet, 400 km nordväst om huvudstaden Mexico City. El Verde ligger 2 122 meter över havet och antalet invånare är 178.
Terrängen runt El Verde är huvudsakligen platt, men österut är den kuperad. Runt El Verde är det ganska glesbefolkat, med 45 invånare per kvadratkilometer. Närmaste större samhälle är El Refugio, 1,4 km nordost om El Verde. Omgivningarna runt El Verde är i huvudsak ett öppet busklandskap.